# Oscarsgalan 1995
Oscarsgalan 1995 hölls den 27 mars och belönade filmer från 1994. Årets värd var David Letterman, hans värdskap gick ökänt dåligt, bland annat bombade hans skämt då han "introducerade" Uma Thurman och Oprah Winfrey för varandra under inledningen.
Forrest Gump hade flest nomineringar och vann dessutom flest priser under galan, inklusive Bästa film och Tom Hanks fick motta sin andra Oscar för bästa manliga huvudroll. Hanks blev den andra personen att vinna Oscar för bästa manliga huvudroll två år i rad (den första var Spencer Tracy). Dianne Wiest vann sin andra Oscar för bästa kvinnliga biroll i Woody Allen-filmen Kulregn över Broadway, och blev därmed den förste att vinna två Oscars i samma kategori där filmerna var regisserad av samma person (hon vann tidigare en Oscar för bästa kvinnliga biroll i Hannah och hennes systrar, också gjord av Woody Allen) .
I kategorin Bästa kortfilm delades två Oscars ut då resultatet blev oavgjort.

## Vinnare och nominerade
Vinnarna listas i fetstil.
| Bästa film | Bästa regi |
| --- | --- |

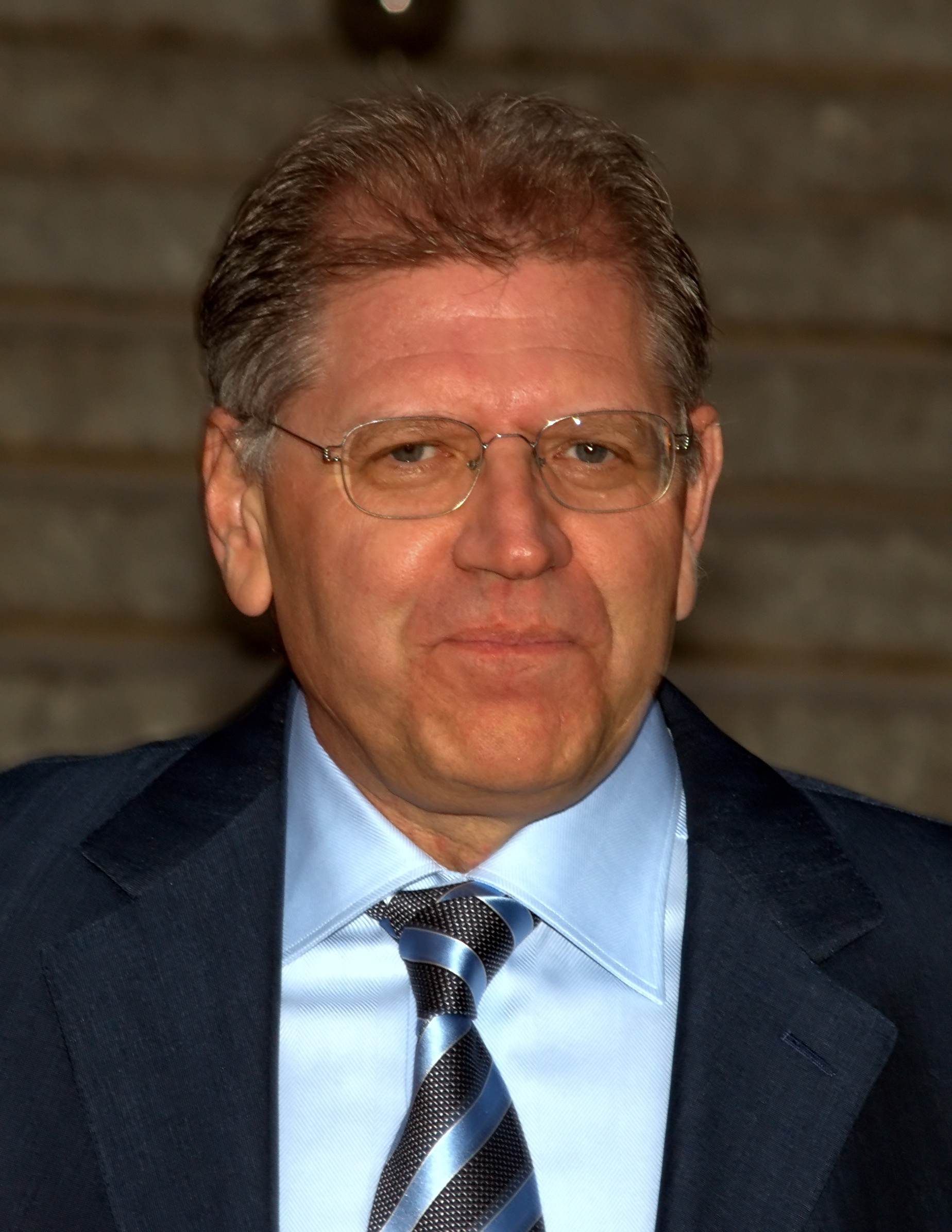
Robert Zemeckis
Bästa regi

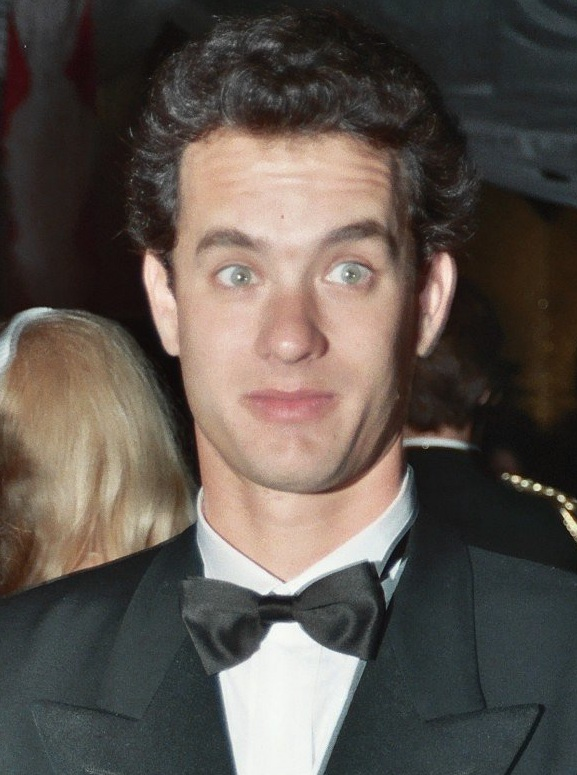
Tom Hanks
Bästa manliga huvudroll

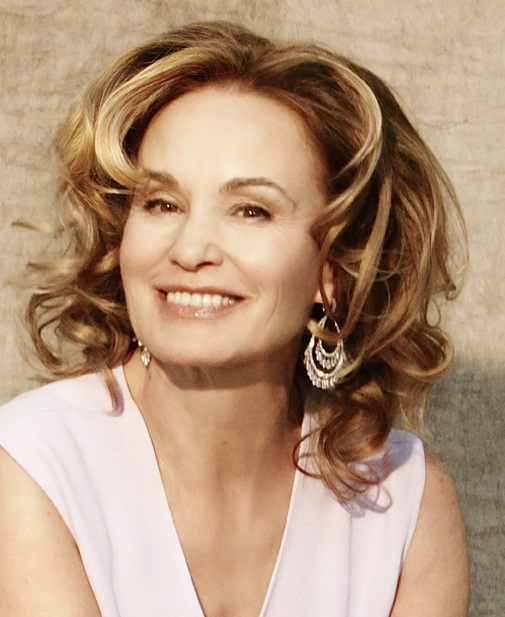
Jessica Lange
Bästa kvinnliga huvudroll

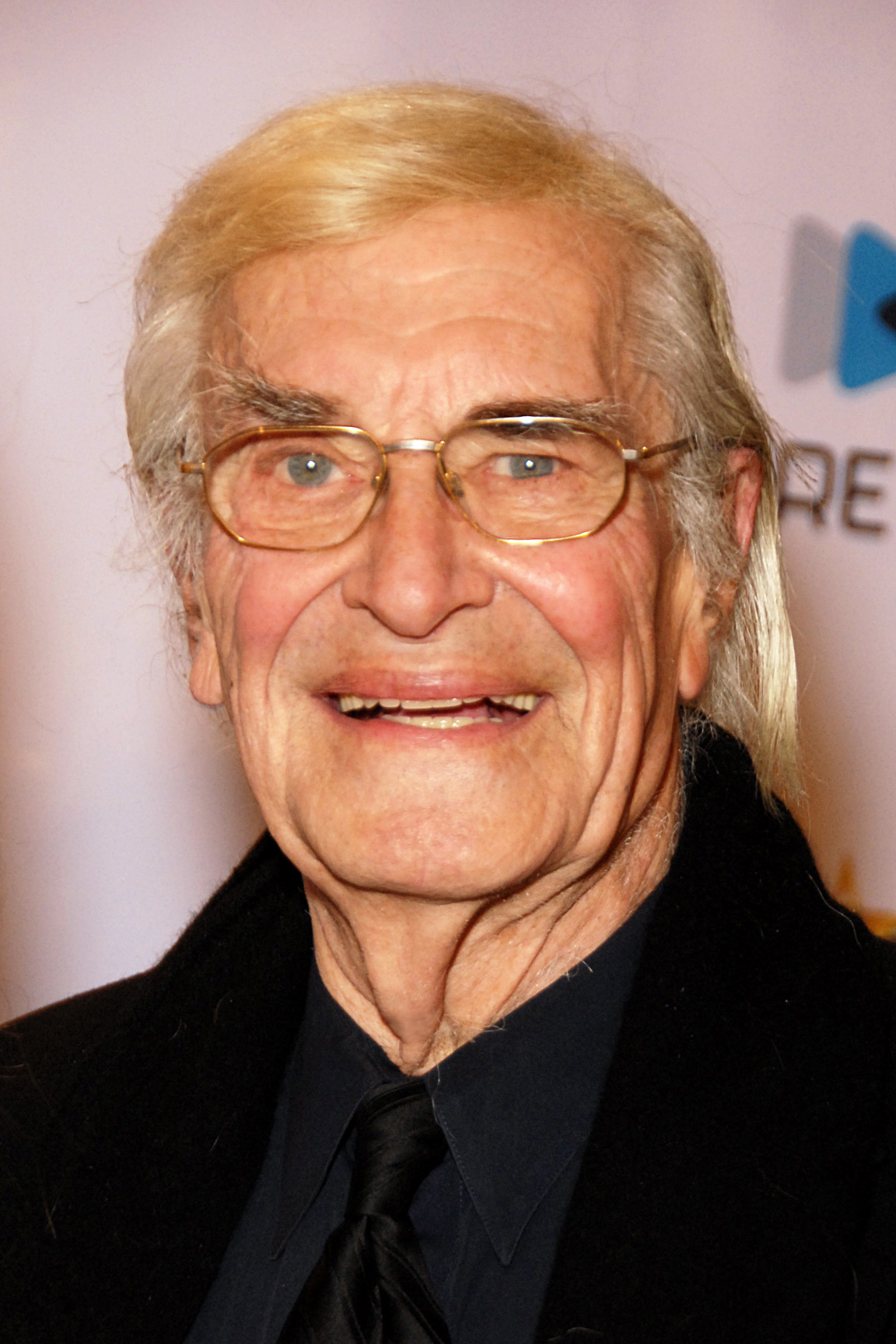
Martin Landau
Bästa manliga biroll

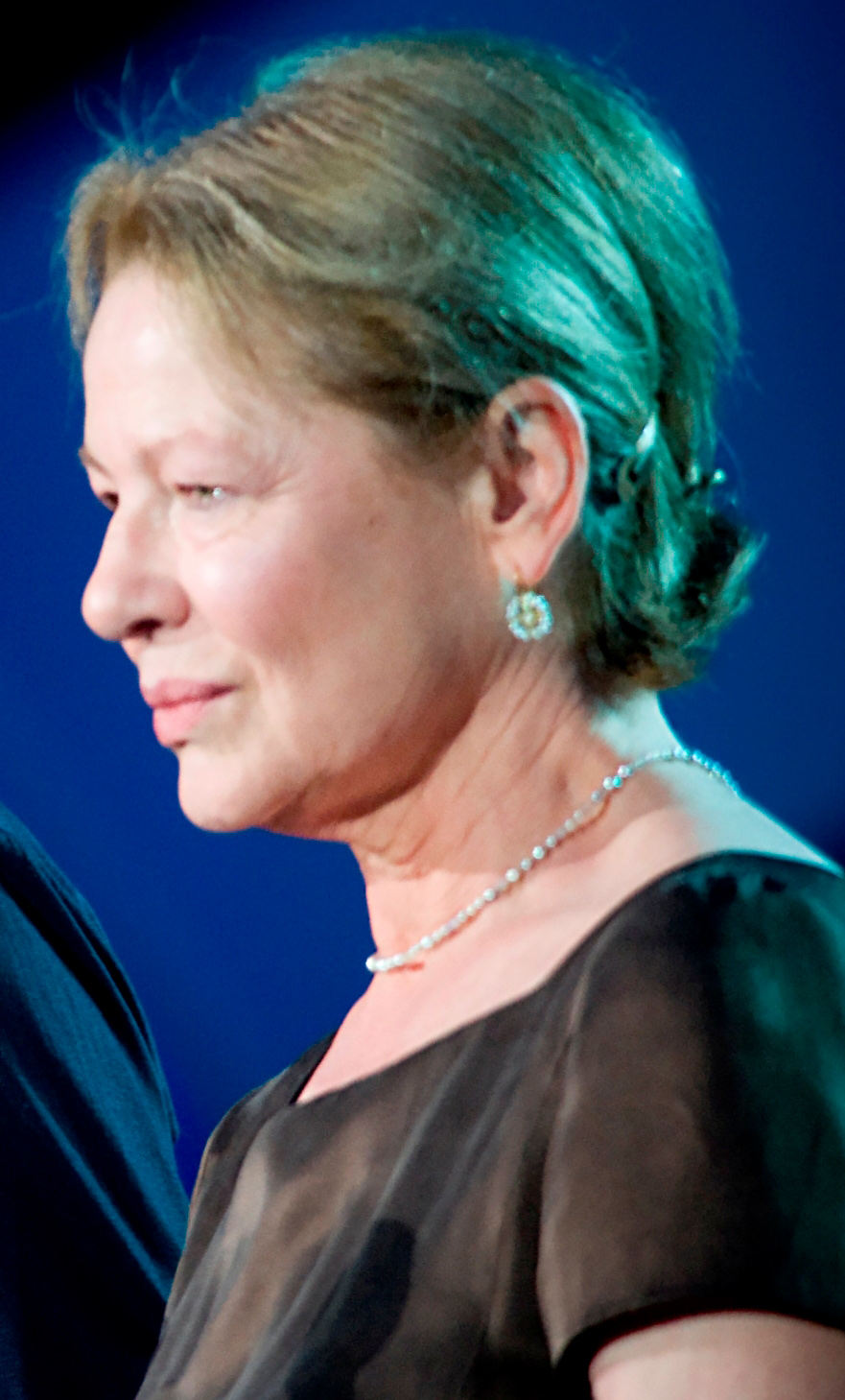
Dianne Wiest
Bästa kvinnliga biroll

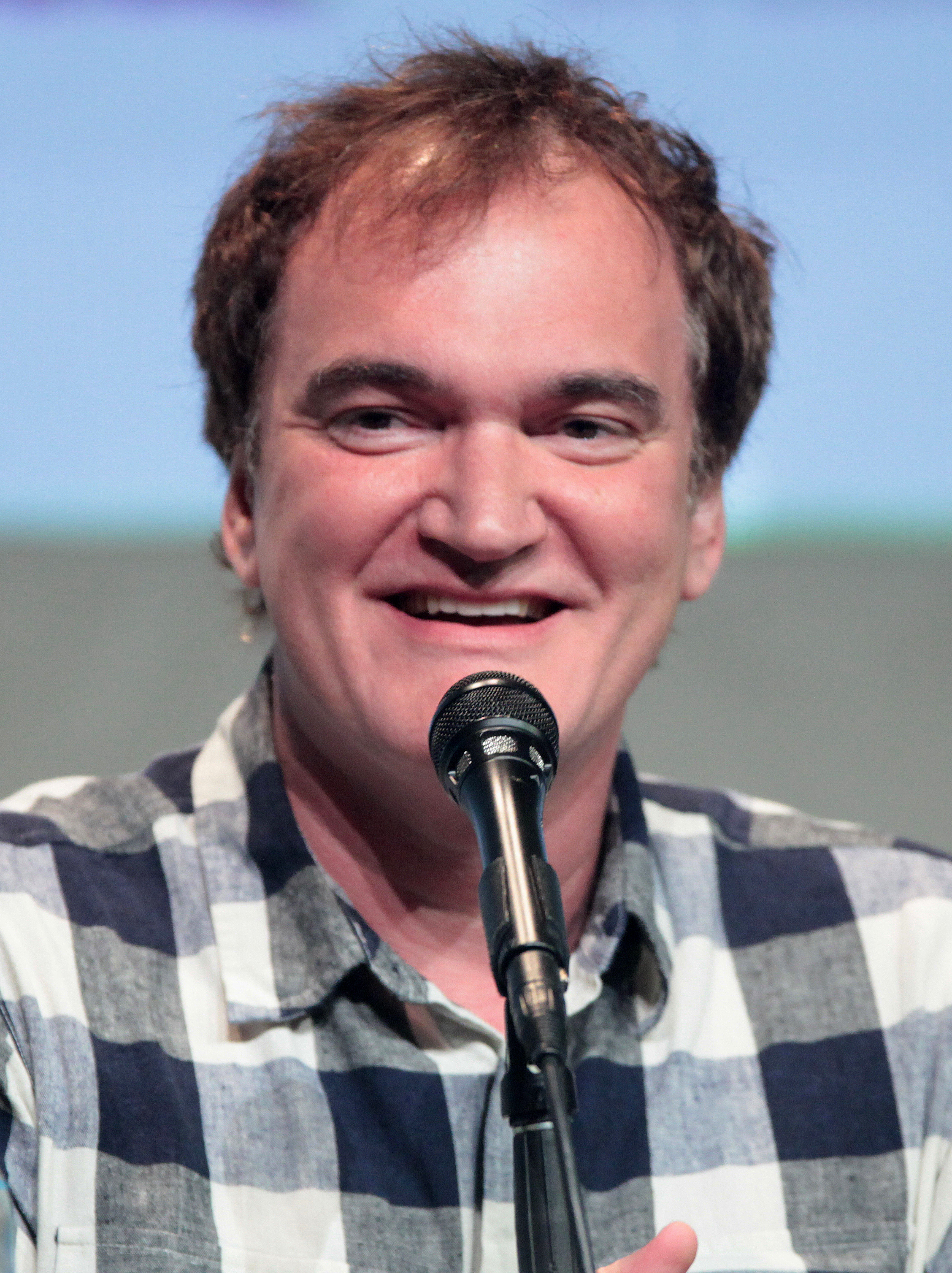
Quentin Tarantino
Bästa originalmanus

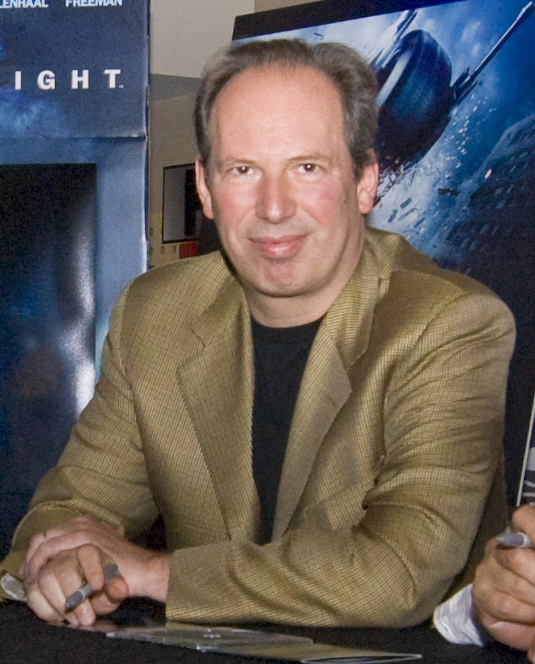
Hans Zimmer
Bästa filmmusik

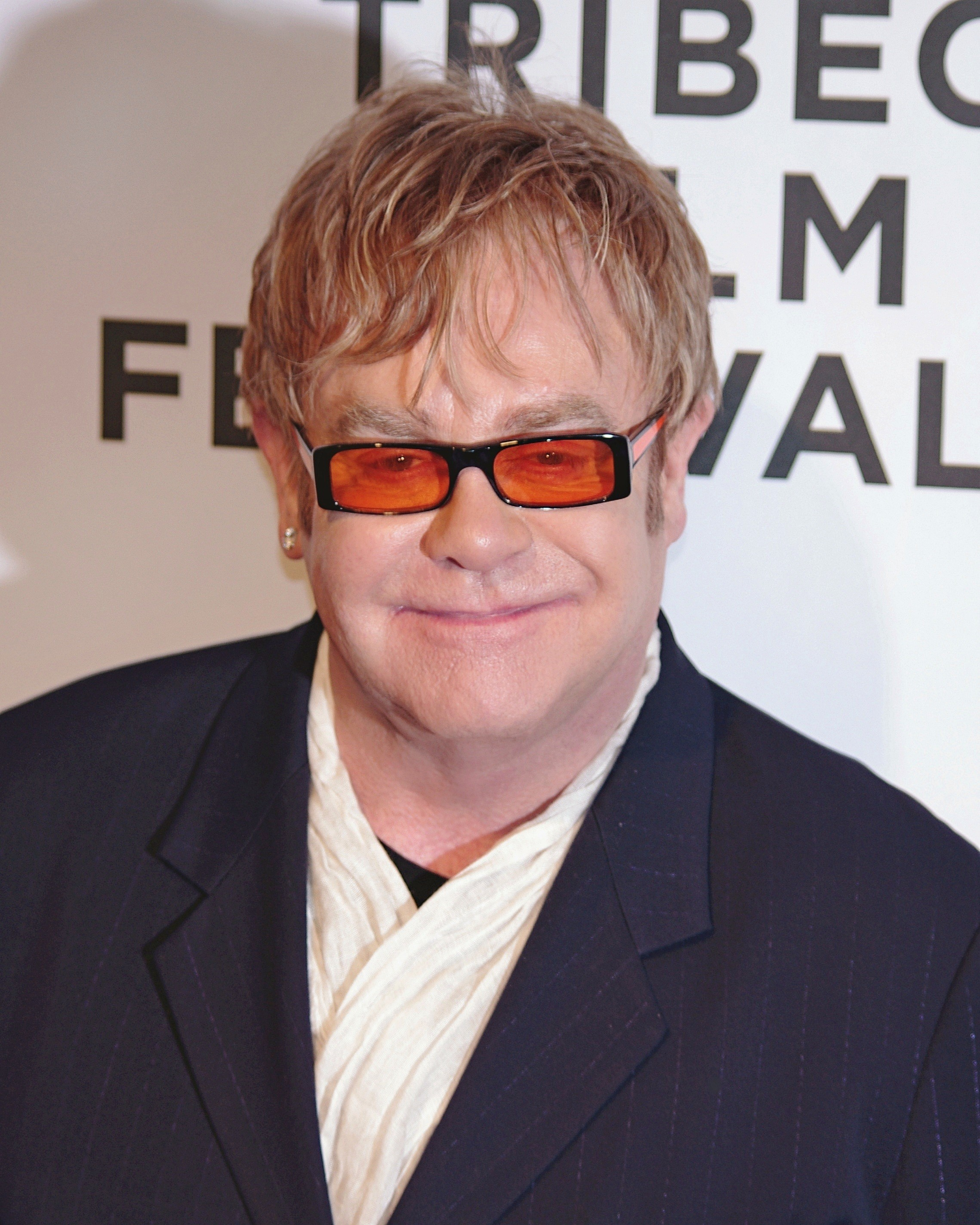
Elton John
Bästa sång

| - Forrest Gump – Wendy Finerman, Steve Tisch och Steve Starkey - Fyra bröllop och en begravning – Duncan Kenworthy - Pulp Fiction – Lawrence Bender - Quiz Show – Robert Redford, Michael Jacobs, Julian Kranin och Michael Nozik - Nyckeln till frihet – Niki Marvin           | - Robert Zemeckis – Forrest Gump - Woody Allen – Kulregn över Broadway - Krzysztof Kieślowski – Den röda filmen - Robert Redford – Quiz Show - Quentin Tarantino – Pulp Fiction |
| Bästa manliga huvudroll | Bästa kvinnliga huvudroll |
| - Tom Hanks – Forrest Gump - Morgan Freeman – Nyckeln till frihet - Nigel Hawthorne – Den galne kung George - Paul Newman – Nobody's Fool - John Travolta – Pulp Fiction | - Jessica Lange – Blue Sky - Jodie Foster – Nell - Miranda Richardson – Tom & Viv - Winona Ryder – Unga kvinnor - Susan Sarandon – Klienten |
| Bästa manliga biroll | Bästa kvinnliga biroll |
| - Martin Landau – Ed Wood - Samuel L. Jackson – Pulp Fiction - Chazz Palminteri – Kulregn över Broadway - Paul Scofield – Quiz Show - Gary Sinise – Forrest Gump | - Dianne Wiest – Kulregn över Broadway - Rosemary Harris – Tom & Viv - Helen Mirren – Den galne kung George - Uma Thurman – Pulp Fiction - Jennifer Tilly – Kulregn över Broadway |
| Bästa originalmanus | Bästa manus efter förlaga |
| - Pulp Fiction – Quentin Tarantino och Roger Avary - Kulregn över Broadway – Woody Allen och Douglas McGrath - Fyra bröllop och en begravning – Richard Curtis - Svarta änglar – Peter Jackson och Fran Walsh - Den röda filmen – Krzysztof Kieślowski och Krzysztof Piesiewicz | - Forrest Gump – Eric Roth - Den galne kung George – Alan Bennett - Nobody's Fool – Robert Benton - Quiz Show – Paul Attanasio - Nyckeln till frihet – Frank Darabont |
| Bästa icke-engelskspråkiga film | |
| - Brända av solen (Ryssland) - Innan regnet faller (Makedonien) - Mat, dryck, man, kvinna (Taiwan) - Farinelli (Belgien) - Jordgubbar och choklad (Kuba) | |
| Bästa dokumentär | Bästa kortfilmsdokumentär |
| - Maya Lin: A Strong Clear Vision – Freida Lee Mock och Terry Sanders - Complaints of a Dutiful Daughter – Deborah Hoffmann - D-Day Remembered – Charles Guggenheim - Freedom on My Mind – Connie Field och Marilyn Mulford - A Great Day in Harlem – Jean Bach                 | - A Time for Justice – Charles Guggenheim - Blues Highway – Vince DiPersio och Bill Guttentag - 89 mm od Europy – Marcel Lozinski - School of the Americas Assassins – Robert Richter - Straight from the Heart – Dee Mosbacher och Frances Reid |
| Bästa kortfilm | Bästa animerade kortfilm |
| - Franz Kafka's It's a Wonderful Life – Peter Capaldi och Ruth Kenley-Letts - Trevor – Peggy Rajski och Randy Stone - Kangaroo Court – Sean Astin och Christine Astin - On Hope – JoBeth Williams och Michele McGuire - Syrup – Paul Unwin och Nick Vivian                      | - Bob's Birthday – Alison Snowden och David Fine - The Big Story – Tim Watts och David Stoten - The Janitor – Vanessa Schwartz - Le moine et le poisson – Michaël Dudok de Wit - Triangle – Erica Russell |
| Bästa filmmusik | Bästa sång |
| - Lejonkungen – Hans Zimmer - Forrest Gump – Alan Silvestri - En vampyrs bekännelse – Elliot Goldenthal - Unga kvinnor – Thomas Newman - Nyckeln till frihet – Thomas Newman | - "Can You Feel the Love Tonight" från Lejonkungen – Musik av Elton John; Text av Tim Rice - "Look What Love Has Done" från Junior – Musik och Text av Carole Bayer Sager, James Newton Howard, James Ingram och Patty Smyth - "Circle of Life" från Lejonkungen – Musik av Elton John; Text av Tim Rice - "Hakuna matata" från Lejonkungen – Musik av Elton John; Text av Tim Rice - "Make Up Your Mind" från Press-stopp! – Musik och Text av Randy Newman |
| Bästa ljudredigering | Bästa ljud |
| - Speed – Stephen Hunter Flick - Påtaglig fara – Bruce Stambler och John Leveque - Forrest Gump – Gloria Borders och Randy Thom | - Speed – Gregg Landaker, Steve Maslow, Bob Beemer och David MacMillan - Påtaglig fara – Donald O. Mitchell, Michael Herbick, Frank A. Montaño och Art Rochester - Höstlegender – Paul Massey, David E. Campbell, Chris David och Douglas Ganton - Forrest Gump – Randy Thom, Tom Johnson, Dennis S. Sands och William B. Kaplan - Nyckeln till frihet – Robert J. Litt, Elliot Tyson, Michael Herbick och Willie D. Burton                                  |
| Bästa scenografi | Bästa foto |
| - Den galne kung George – Ken Adam och Carolyn Scott - Kulregn över Broadway – Santo Loquasto och Susan Bode - Forrest Gump – Rick Carter och Nancy Haigh - En vampyrs bekännelse – Dante Ferretti och Francesca Lo Schiavo - Höstlegender – Lilly Kilvert och Dorree Cooper    | - Höstlegender – John Toll - Forrest Gump – Don Burgess - Nyckeln till frihet – Roger Deakins - Den röda filmen – Piotr Sobocinski - Wyatt Earp – Owen Roizman |
| Bästa smink | Bästa kostym |
| - Ed Wood – Ve Neill, Rick Baker och Yolanda Toussieng - Frankenstein – Daniel Parker, Paul Engelen och Carol Hemming - Forrest Gump – Daniel Striepeke, Hallie D'Amore och Judith A. Cory                                                                                      | - Priscilla - öknens drottning – Lizzy Gardiner och Tim Chappel - Maverick – April Ferry - Unga kvinnor – Colleen Atwood - Kulregn över Broadway – Jeffrey Kurland - Drottning Margot – Moidele Bickel |
| Bästa klippning | Bästa specialeffekter |
| - Forrest Gump – Arthur Schmidt - Hoop Dreams – Frederick Marx, Steve James och Bill Haugse - Speed – John Wright - Nyckeln till frihet – Richard Francis-Bruce - Pulp Fiction – Sally Menke                                                                                    | - Forrest Gump – Ken Ralston, George Murphy, Stephen Rosenbaum och Allen Hall - True Lies – John Bruno, Thomas L. Fisher, Jacques Stroweis och Patrick McClung - The Mask– Scott Squires, Steve Williams, Tom Bertino och Jon Farhat |

### Heders-Oscar
- Michelangelo Antonioni

### Jean Hersholt Humanitarian Award
- Quincy Jones

### Irving G. Thalberg Memorial Award
- Clint Eastwood

### Filmer med flera nomineringar
- 13 nomineringar: Forrest Gump
- 7 nomineringar: Kulregn över Broadway, Nyckeln till frihet och Pulp Fiction
- 4 nomineringar: Den galne kung George, Lejonkungen och Quiz Show
- 3 nomineringar: Den röda filmen, Höstlegender, Speed och Unga kvinnor
- 2 nomineringar: Ed Wood, En vampyrs bekännelse, Fyra bröllop och en begravning, Nobody's Fool, Påtaglig fara och Tom & Viv

### Filmer med flera vinster
- 6 vinster: Forrest Gump
- 2 vinster: Ed Wood, Lejonkungen och Speed

### Sveriges bidrag
Sverige skickade in Sista dansen till galan som det svenska bidraget för priset i kategorin Bästa icke-engelskspråkiga film. Den blev inte nominerad.